# Orgyia papuana
Orgyia papuana är en fjärilsart som beskrevs av Riotte 1976. Orgyia papuana ingår i släktet fjädertofsspinnare, och familjen tofsspinnare. Inga underarter finns listade i Catalogue of Life.